# ダビド・オスピナ
ダビド・オスピナ・ラミレス（David Ospina Ramírez、1988年8月31日 - ）は、コロンビア・アンティオキア県イタグイ出身のサッカー選手。カテゴリア・プリメーラA・アトレティコ・ナシオナル所属。コロンビア代表。ポジションはGK。
妹のダニエラ・オスピナは、ハメス・ロドリゲスの元妻である。

## 経歴

### クラブ
母国コロンビアのアトレティコ・ナシオナルでキャリアをスタートし、3年間プレーした後、オリンピック・リヨンに移籍したウーゴ・ロリスの後釜として2008年夏にOGCニースに移籍。当初はリオネル・レティジの控えであったが、すぐに定位置を奪取。ロリスの穴を感じさせないプレーを披露した。2014年3月7日に行われたマルセイユ戦から怪我のためか右足が使えず、長い間全てのキックを左足で行っていた。
2014年ワールドカップでの活躍から評価を高め、アーセナルへ移籍した。しかし、ヴォイチェフ・シュチェスニーやペトル・チェフといった実力者の壁は高く、正GKでプレーすることは無かった。
2018年8月17日、SSCナポリへ1シーズンのレンタル移籍。2019年7月4日に、ナポリが3年契約の完全移籍で獲得することを正式に発表した。
2021-22シーズン終了後にナポリを契約満了で退団し、2022年7月11日にサウジ・プロフェッショナルリーグのアル・ナスルへ自由移籍で加入した。
2024年6月16日、アトレティコ・ナシオナルへ16年ぶりに復帰することが発表された。

### 代表
2005 FIFAワールドユース選手権にメンバー入りし同年にフル代表デビューを果たした。2007年のキリンカップでは、ベンチ入りしたものの出番がなかった。
コパ・アメリカ2011では代表合宿初日に負傷しメンバーから外れた。
2014 FIFAワールドカップ・南米予選では当初から正ゴールキーパーとして出場し、特に2013年6月に行われたアルゼンチン代表との一戦では活躍を見せた。オスピナはこの試合のマン・オブ・ザ・マッチに選ばれ、試合終了後には自軍の監督であるホセ・ペケルマンのみならず、対戦相手のアレハンドロ・サベージャ監督からも称えられた。予選終了時には予選出場各国のゴールキーパーのうち最少失点を記録した。

## 代表歴

### 出場大会
- コロンビア代表
  - 2014 FIFAワールドカップ
  - 2018 FIFAワールドカップ

### 試合数
- 国際Aマッチ 128試合 0得点（2007年-）[11]

| コロンビア代表 | 国際Aマッチ | 国際Aマッチ |
| 年             | 出場        | 得点        |
| -------------- | ----------- | ----------- |
| 2007           | 1           | 0           |
| 2008           | 1           | 0           |
| 2009           | 8           | 0           |
| 2010           | 5           | 0           |
| 2011           | 8           | 0           |
| 2012           | 8           | 0           |
| 2013           | 10          | 0           |
| 2014           | 8           | 0           |
| 2015           | 12          | 0           |
| 2016           | 14          | 0           |
| 2017           | 8           | 0           |
| 2018           | 11          | 0           |
| 2019           | 10          | 0           |
| 2020           | 1           | 0           |
| 2021           | 16          | 0           |
| 2022           | 6           | 0           |
| 2023           | 1           | 0           |
| 通算           | 128         | 0           |

## タイトル

### クラブ
アトレティコ・ナシオナル
- カテゴリア・プリメーラA: 2005アペルトゥーラ, 2007アペルトゥーラ, 2007フィナリサシオン

アーセナル
- FAカップ: 2014-15, 2016-17
- FAコミュニティ・シールド: 2017

ナポリ
- コッパ・イタリア: 2019-20